# Pirttijärvi (sjö i Jämsä, Mellersta Finland, 61,95 N, 24,56 Ö)
Pirttijärvi är en sjö i kommunen Jämsä i landskapet Mellersta Finland i Finland. Sjön ligger 110,2 meter över havet. Arean är 63 hektar och strandlinjen är 7,16 kilometer lång. Sjön  ingår i Kumo älvs huvudavrinningsområde.   Den ligger omkring 69 kilometer sydväst om Jyväskylä och omkring 200 kilometer norr om Helsingfors. 